# Гибкое реагирование
Стратегия гибкого реагирования (англ. flexible response strategy) — военно-политическая стратегия США, официально провозглашенная в 1961 году администрацией Кеннеди взамен концепции массированного возмездия. Она связывается с именем тогдашнего министра обороны Роберта Макнамары. 
В соответствии со стратегией «гибкого реагирования» и концепцией «ограничения ущерба», разработанной в 1963 г., США рассчитывали одержать победу как в различных видах обычных войн, так и в ядерной войне путем «эскалационного доминирования» на каждом их этапе. При этом предусматривался широкий диапазон контролируемой эскалации — от ограниченного использования тактического ядерного оружия на поле боя до неограниченного применения стратегических ядерных сил. 
В 1967 году стратегия «гибкого реагирования» стала официальной стратегией блока НАТО. 
После установления ядерного паритета с СССР к середине 1970-х годов в США развернулась борьба вокруг проблемы ограничения масштабов возможной ядерной войны и контроля над её эскалацией. К моменту вступления в должность президента Ричарда Никсона приоритетность объектов поражения в стратегическом планировании определялась в SIOP. Президент мог выбрать один из трёх вариантов: 1) удар по советским ядерным силам (пусковые установки стратегических ракет, аэродромы стратегических бомбардировщиков, склады ядерных боеприпасов); 2) удар по ядерным силам и неядерным военным объектам и центрам стратегического и государственного управления; 3) удар по вышеуказанным объектам, а также городам. Для последнего варианта (6500 объектов) в 1971 году планировалось использовать 4200 ядерных боеприпасов (близко расположенные объекты могли поражаться одним боеприпасом). Никсон, по свидетельству очевидцев, «пришел в ужас» от этих цифр, потребовав разработки альтернативных вариантов. Но это вызвало сопротивление военных, считавших, что, например, уничтожение лишь советских ракет в шахтах спровоцирует массированный ответный удар уцелевшими ракетами.
Специальное исследование этой проблемы, проведённое в Комитете по пересмотру военных программ при Совете национальной безопасности, подтвердило необходимость планирования ограниченной ядерной войны. Было указано, что принятие такой концепции затруднит советское стратегическое планирование, поскольку советские планировщики будут не уверены в истинных намерениях США. Однако эксперты этого комитета также высказывали сомнения, указывая, что реализация рассматриваемых концепций может привести к тому, что в кризисной ситуации может возникнуть соблазн применения ядерного оружия, особенно тактического, что вызовет опасность начала неограниченной ядерной войны. СССР в ответ на запуск, например, десятка американских ракет, может ответить немедленным массированным ядерным ударом. С другой стороны, предполагалась возможность того, что уже в ходе ядерного конфликта советское руководство пойдет на переговоры о прекращении его эскалации, что предоставит возможность окончания ядерного конфликта на выгодных для США условиях.
В январе 1974 года президент Никсон подписал Меморандум о решениях в области национальной безопасности №242 (NSDM-242), в котором было объявлено о принятии концепций «ограниченной стратегической войны» и «контроля за эскалацией ядерной войны». Министр обороны Джеймс Шлесинджер в апреле 1974 года директивой «Политика в области применения ядерного оружия» включил положения этих концепций в стратегическое планирование. Они стали именоваться «доктриной Шлесинджера». Дальнейшие уточнения этих концепций были произведены администрацией президента Картера в президентской директиве PDD-59, в NSDD-13 президента Рейгана и в других документах.
Началось перенацеливание американских ядерных сил с гражданских объектов СССР на военные. Считалось, что СССР в ответ также откажется от ядерных ударов по американским городам, ограничившись лишь «контрсиловыми» ударами. Предусматривался комплекс мер, направленных на предотвращение превращения крупномасштабной обычной войны в ядерную и ограниченной ядерной войны с применением только тактического ядерного оружия в неограниченную. 
Была повышена роль обычных вооружённых сил НАТО, которые были провозглашены «мечом», а стратегические силы – «щитом» (имелось в виду, что обычный «меч» должен использоваться под прикрытием стратегического ядерного «щита»). Министр обороны США Гарольд Браун заявлял: 

Несмотря на то, что мы должны уделять внимание ядерным силам – как стратегическим, так и тактическим – в настоящее время существует общее согласие, что обычные силы США и их союзников заслуживают по крайней мере такого же (на мой взгляд, даже большего) внимания <…> Использование ядерного оружия будет скорее последним, чем первым, шагом в применении военной силы <…> Более вероятны вооруженные конфликты, которые начнутся с применением обычного оружия.

На случай неядерной агрессии Советского Союза стратегия гибкого реагирования предусматривала три этапа ответных действий:
1. Прямая защита: В случае советской агрессии силы НАТО попытаются остановить советские войска с использованием обычных вооружений.
2. Преднамеренная эскалация: Вариант задействуется в случае, если попытки НАТО подавить советское наступление без использования ядерных сил не увенчаются успехом. Этот сценарий предусматривает ограниченное применение ядерного оружия.
3. Массированный ядерный удар: Конечная фаза, предусматривающая ядерную атаку против всего Варшавского блока по принципу взаимно-гарантированного уничтожения. Такой сценарий неизбежно привел бы к глобальной катастрофе.